# SummerSlam (2017)
L’édition 2017 de SummerSlam est un Premium Live Event de catch (lutte professionnelle) produit par la World Wrestling Entertainment, une fédération de catch américaine qui est télédiffusée et visible en paiement à la séance sur le WWE Network, ainsi que gratuitement sur la chaîne de télévision française AB1. L'événement a eu lieu le 20 août 2017 au Barclays Center à Brooklyn (New York). Il s'agit de la 30e édition de SummerSlam qui fait partie avec le Royal Rumble, WrestleMania et les Survivor Series, du « Big Four ».

## Contexte
Les spectacles de la World Wrestling Entertainment (WWE) sont constitués de matchs aux résultats prédéterminés par les scénaristes de la WWE. Ces rencontres sont justifiées par des storylines – une rivalité avec un catcheur, la plupart du temps – ou par des qualifications survenues dans les shows de la WWE telles que Raw et SmackDown. Tous les catcheurs possèdent une gimmick, c'est-à-dire qu'ils incarnent un personnage gentil (Face) ou méchant (Heel), qui évolue au fil des rencontres. Un événement comme SummerSlam est donc un événement tournant pour les différentes storylines en cours,.

### Brock Lesnar (c) contre Braun Strowman contre Roman Reigns contre Samoa Joe

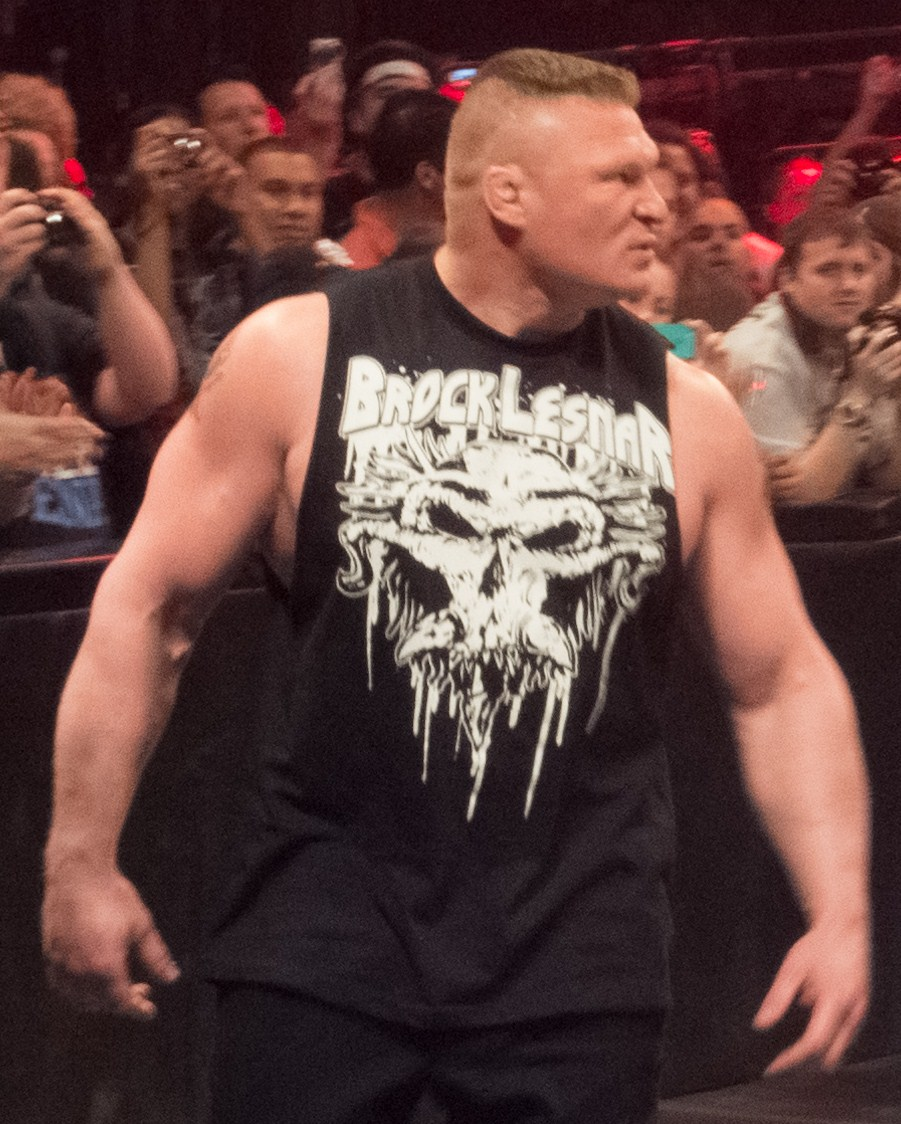
Brock Lesnar défend le championnat Universel dans un Fatal 4-Way match face à Braun Strowman, Samoa Joe et Roman Reigns.

Le 9 juillet à Great Balls of Fire, Braun Strowman bat Roman Reigns dans un Ambulance match. Après le combat, le Samoan porte un Spear sur son adversaire, l'enferme dans l'ambulance et écrase le véhicule contre un camion, ce qui blesse son opposant au bras. À la fin de la soirée, Brock Lesnar conserve son titre Universel en battant Samoa Joe. Le 17 juillet à Raw, les deux Samoans s'affrontent pour déterminer l'aspirant no 1 à la ceinture, mais leur combat se termine en match nul, car The Monster Among Men intervient dans le match et les attaque tous les deux. La semaine suivante à Raw, le GM du show rouge, Kurt Angle, annonce officiellement que Brock Lesnar mettra sa ceinture en jeu contre les trois catcheurs dans un Fatal 4-Way match au PLE. Le 31 juillet à Raw, l'avocat du champion Universel, Paul Heyman, ne comprend pas la décision de Kurt Angle et annonce à ce dernier qu'en cas de défaite de son client, les deux hommes quitteront la compagnie. À la fin de la soirée, Roman Reigns bat Braun Strowman et Samoa Joe dans un Triple Threat match.

### Jinder Mahal (c) contre Shinsuke Nakamura

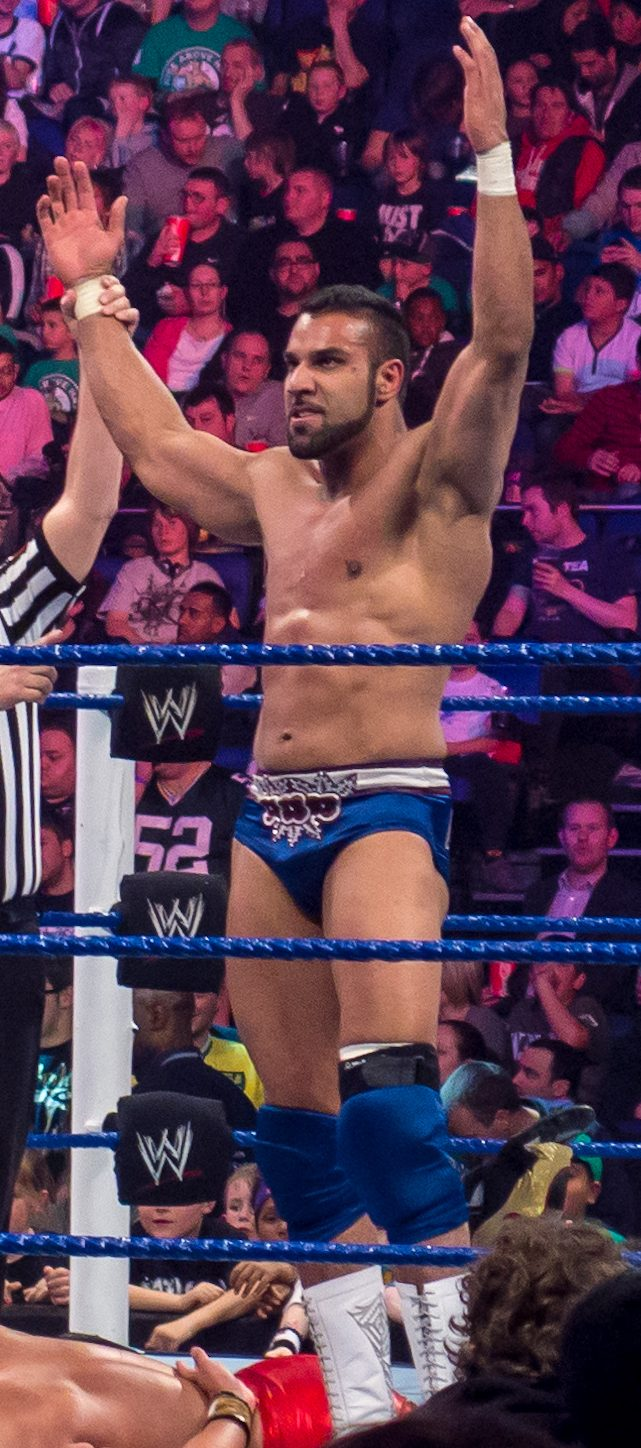
Jinder Mahal affronte Shinsuke Nakamura pour le championnat de la WWE.

Le 21 mai à Backlash, Jinder Mahal devient le nouveau champion de la WWE en battant Randy Orton, avec l'aide des interventions extérieures des Singh Brothers, et remporte le titre pour la première fois de sa carrière. Le 18 juin à Money in the Bank, il conserve son titre en rebattant son même adversaire de la même manière.
Le 23 juillet à Battleground, il conserve son titre en rebattant son même opposant dans un Punjabi Prison match, avec l'aide des interventions extérieures des Singh Brothers et de Great Khali. Le 1er août à SmackDown Live, Shinsuke Nakamura bat John Cena et devient aspirant no 1 à la ceinture au PLE. Quatorze soirs plus tard à SmackDown Live, l'Indien conserve sa ceinture en battant Baron Corbin qui a utilisé sa mallette sur lui, aidé par une distraction de John Cena.

### Naomi (c) contre Natalya

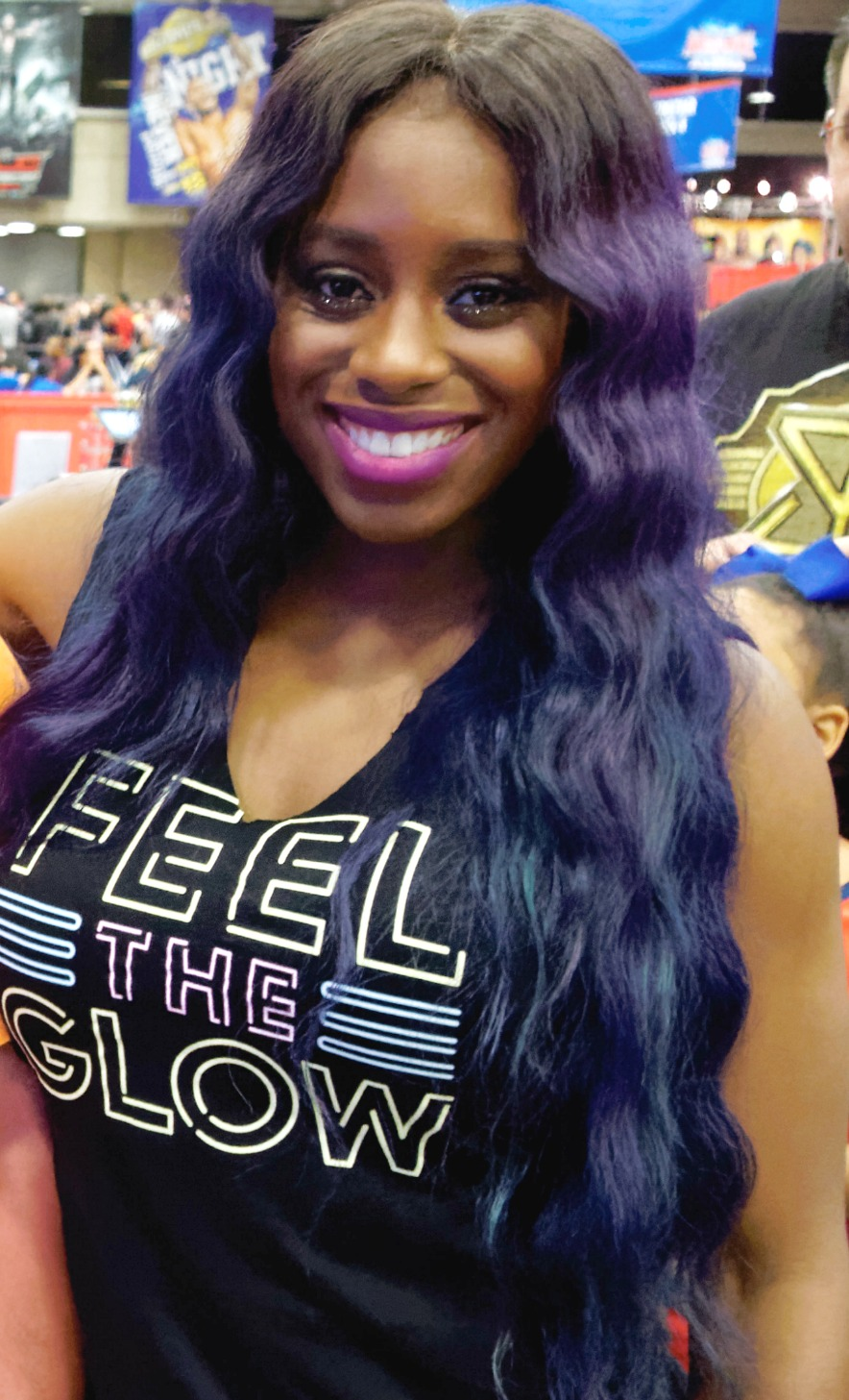
Naomi défend le championnat féminin de SmackDown face à Natalya.

Le 2 avril à WrestleMania 33, Naomi redevient championne de SmackDown, pour la seconde fois, en battant Alexa Bliss, Becky Lynch, Carmella, Mickie James et Natalya dans un 6-Pack Challenge.
Le 23 juillet à Battleground, la Canadienne devient aspirante no 1 à la ceinture au PLE en battant l'Irlandaise, Charlotte Flair, Lana et Tamina dans un Fatal 5-Way Elimination match.

### Alexa Bliss (c) contre Sasha Banks

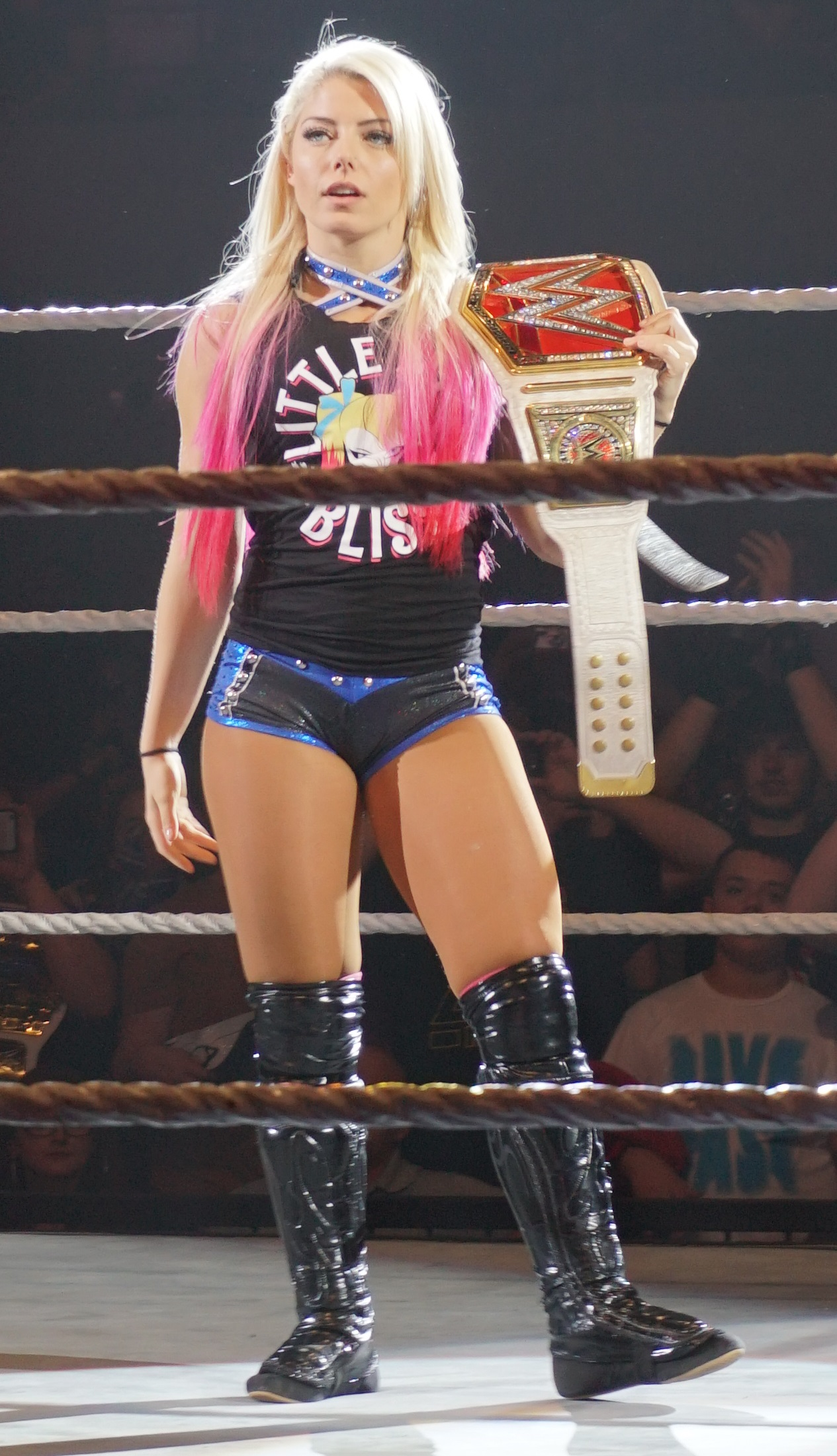
Alexa Bliss affronte Sasha Banks pour le championnat féminin de Raw.

Le 9 juillet à Great Balls of Fire, Alexa Bliss perd face à Sasha Banks par décompte extérieur, mais conserve son titre féminin de Raw. Le 28 juillet à Raw, Bayley bat sa meilleure amie et devient la nouvelle aspirante no 1 à la ceinture au PLE. Le 1er août, elle est contrainte de déclarer forfait, à la suite d'une blessure à l'épaule droite survenue lors de son combat contre Nia Jax la veille. Six soirs plus tard à Raw, le GM du show rouge, Kurt Angle, annonce deux Triple Threat matchs et les gagnantes s'affronteront la semaine prochaine afin de déterminer la nouvelle aspirante no 1 à la ceinture au PLE. The Boss remporte la première stipulation en battant Alicia Fox et Emma. Un peu plus tard, The Irresistible Force remporte la seconde stipulation en battant Dana Brooke et Mickie James. La semaine suivante à Raw, Sasha Banks bat la Samoane et devient la nouvelle aspirante no 1 à la ceinture au PLE.

### AJ Styles contre Kevin Owens

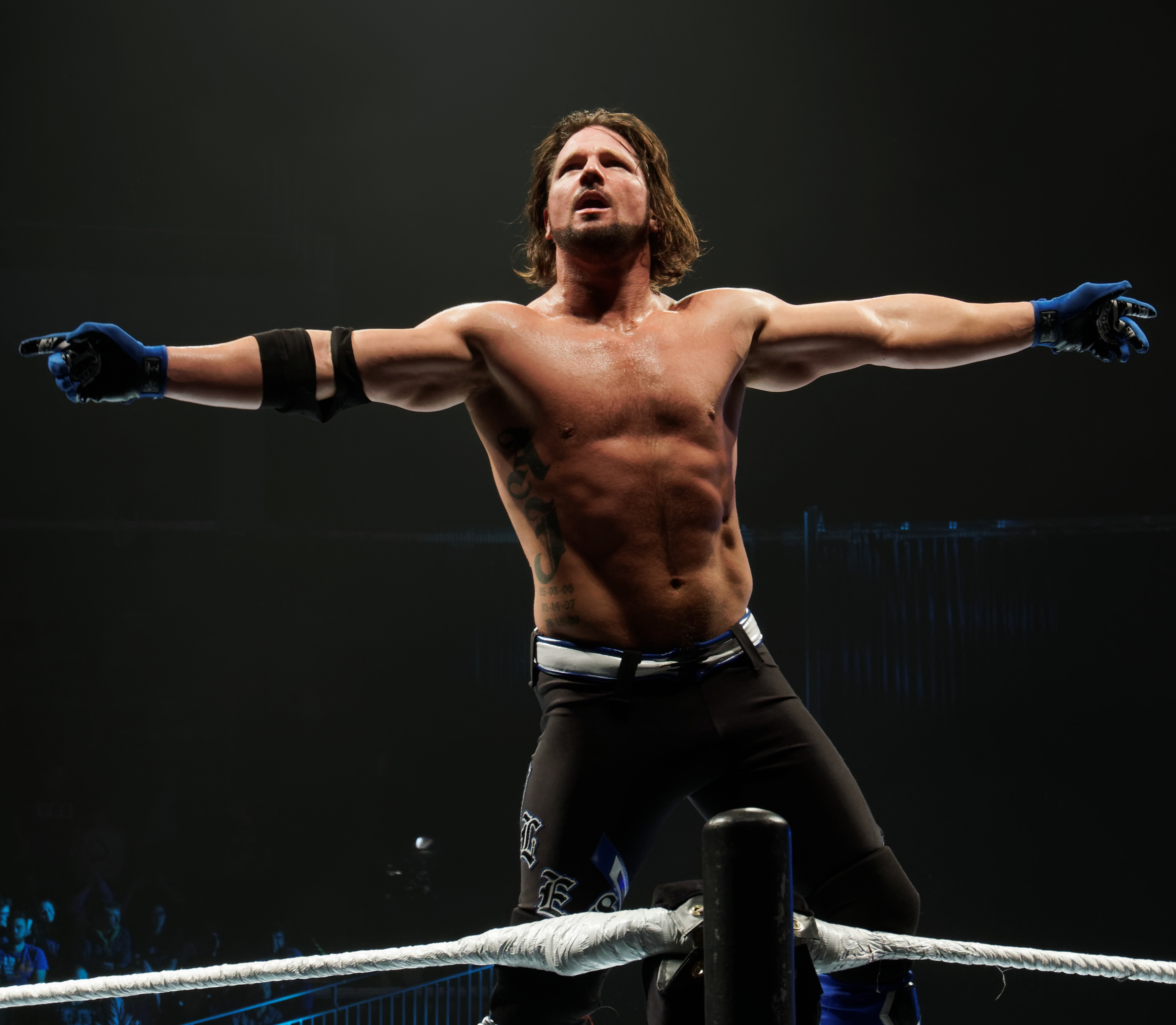
AJ Styles affronte Kevin Owens pour le championnat des États-Unis.

Les mois précédents, AJ Styles et Kevin Owens s'affrontent plusieurs fois pour le championnat des États-Unis. À Backlash, les deux lutteurs se battent dans un match simple mais Owens bat Styles par décompte à l'extérieur et conserve son titre à l'époque. À Money in the Bank, les deux catcheurs font partie du Money in the Bank Ladder match pour tenter de décrocher la mallette du Money in the Bank. C'est finalement Baron Corbin qui décroche la mallette. AJ Styles remporte le championnat des États-Unis lors d'un house show au Madison Square Garden à New York, le 7 juillet. Finalement, ils se ré-affrontent à Battleground et Kevin Owens l'emporte et regagne le championnat des États-Unis.
Le 25 juillet, le show s’ouvre avec Kevin Owens célébrant sa victoire à Battleground. Il annonce qu’il relancera l'Open Challenge pour le titre dès la semaine prochaine. AJ Styles arrive et annonce qu’il veut son match revanche. Chris Jericho fait son retour et dit que lui aussi veut un match revanche. Shane McMahon est ensuite venu annoncer que ce soir les trois catcheurs s’affronteront pour le titre. Plus tard dans la soirée, les trois catcheurs s'affrontent dans un Triple Threat match, un combat remporté par AJ Styles qui reprend pour la seconde fois le championnat des États-Unis.
La semaine suivante, le match d’ouverture est le match pour le championnat des États-Unis entre le champion AJ Styles et Kevin Owens. La fin du match a été entachée de controverse. Owens a accidentellement frappé l'arbitre Mike Chioda au visage, ce qui n’a pas permis à l’arbitre de voir que les épaules du Canadien n’étaient pas intégralement au sol lors du tombé final effectué par AJ Styles après un contre en roll up de la Pop-Up Powerbomb d’Owens. En coulisse, le général manager Daniel Bryan et le commissionnaire Shane McMahon parlent à Mike Chioda, lui signalant qu’il aurait dû appeler un deuxième arbitre pour terminer le match à sa place. Owens arrive en furie, insultant l’arbitre pour sa décision scandaleuse qui le pénalise, et exige une réparation. Shane McMahon lui dit qu’il aura sa revanche à SummerSlam. Owens exige qu’un arbitre compétent soit l’officiel de ce match. Daniel Bryan dit, sans demander l’avis de son collègue, que Shane arbitra le match. Une idée qu'Owens n’approuve pas mais qu’il est obligé d’accepter pour conserver son droit de match revanche.
Le 8 août, à SmackDown, Shane McMahon, Kevin Owens et AJ Styles sont sur le ring. Owens s’excuse pour ses agissements de la semaine dernière. Il dit qu’il n’avait pas peur de Shane McMahon et de la possibilité qu’il puisse l’arnaquer, bien qu’on ait déjà vu un McMahon arnaquer un autre Canadien, le public comprend très bien la référence au Montreal Screwjob et commence à chanter « You screwed Bret ». Kevin Owens rappelle aussi que Shane McMahon et AJ Styles se sont affrontés à WrestleMania et que ce dernier a attaqué Shane dans un parking peu avant WrestleMania en remontrant la vidéo. AJ Styles répond que si Shane McMahon venait à l’arnaquer, il pourrait de nouveau faire fasse au même répercussion qu’à l’époque avant de lui dire de ne pas le prendre personnellement parce qu’il ne fait confiance en personne, surtout pas à un McMahon. Shane McMahon tente de se défendre et explique qu’il n’agit pas comme le reste de sa famille, mais Kevin Owens le contredit avec une autre vidéo, celle du match entre Stone Cold Steve Austin et Mick Foley aux Survivor Series 1998 dans lequel Shane McMahon était arbitre et a trahi Austin. Shane McMahon promet alors de rester impartial en tant qu’arbitre à SummerSlam, tant qu’aucun des deux ne lui donne une raison d’intervenir. AJ Styles admet que la semaine dernière, Kevin Owens n’a pas vraiment perdu et offre une nouvelle chance à Kevin Owens tout de suite, sans Shane McMahon. Mais Owens dit qu’il préférerait remporter le championnat des États-Unis, aux États-Unis, dans une ville qui le mérite. Les deux adversaires se rapprochent et commence à se battre, AJ Styles tente de porter un Pelé Kick à Owens mais frappe accidentellement Shane McMahon. Kevin Owens finit par quitter le ring.
La dernière semaine avant le pay-per-view, AJ Styles débarque sur le ring et appelle Shane McMahon à le rejoindre pour discuter de ce qui s’est passé la semaine dernière quand ce dernier a subi un Pelé Kick par accident. McMahon lui dit directement que si c’est pour des excuses, c’est pas utile, il a bien compris que c’était un accident. AJ Styles insiste, c’était un accident. Il se demande tout de même si Shane McMahon ne serait pas tenté d’utiliser cet événement contre lui lorsqu’il sera l’arbitre de son match contre Kevin Owens pour le championnat des États-Unis. Shane McMahon lui répond en lui rappelant les règles, disant que ce dimanche il n’aura pas intérêt à lever la main contre lui, ou sinon cela se retournera contre lui. Kevin Owens entre à son tour, interrompant Shane McMahon qui comptait expliquer ce qui va se passer ce dimanche. Owens s’adresse à AJ Styles et se demande s’il dit bien la vérité et dit qu’il aimerait bien voir Shane McMahon le frapper dimanche alors qu’il ne pourrait pas répondre sans se faire disqualifier. Kevin Owens vient ensuite pour serrer la main de Shane McMahon, mais celui-ci dit que cela ne serait pas très approprié, et qu’il ferait mieux de serrer la main de son adversaire. Le Canadien tend alors la main à AJ Styles mais celui-ci ne lui serre pas. Les deux catcheurs commencent à se disputer puis se battre. Shane McMahon tente alors mais le commissionnaire de SmackDown prend un premier coup d’AJ Styles, et quand Kevin Owens tente de s’attaquer à Styles, c’est Shane McMahon qui prend le Superkick.

### Cesaro & Sheamus contre Dean Ambrose & Seth Rollins

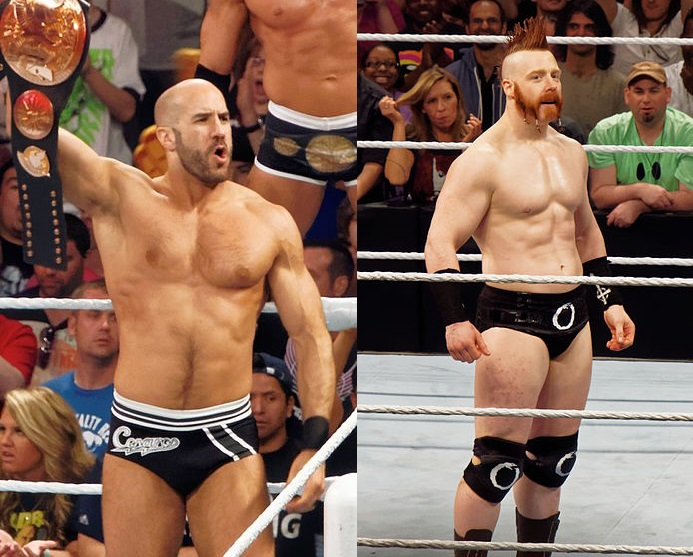
Cesaro (à gauche) et Sheamus (à droite) affrontent Dean Ambrose et Seth Rollins pour les championnats par équipe de Raw.

Le 9 août à Raw, The Miz organise un MizTv spécial Mizzies (des récompenses décernés à des personnalités de la WWE). Après les avoir attribués à Bo Dallas, Curtis Axel et Maryse, le Miz s'attribue le Mizzie de la meilleure Superstar de la WWE. Dean Ambrose, qui est en rivalité avec Miz, fait son apparition. Évidemment, il se retrouve seul face à trois catcheur, mais Seth Rollins intervient pour sauver son ancien partenaire du Shield pour une raison inconnue, ce qui ne semble pas ravir Dean Ambrose comme il vient lui dire en coulisse. Dean Ambrose est clair : il n’y aura pas de retour du Shield. Plus tard dans la soirée, Bray Wyatt et Seth Rollins s’affrontent dans un match revanche de Great Balls of Fire (2017). Bray Wyatt remporte le match avec un Sister Abigail. Après sa victoire Wyatt disparaît. Il disparaît pour laisser la place à The Miz et ses deux compères qui attaquent donc Rollins. Mais Dean Ambrose débarque pour venir en aide à Seth Rollins. Une intervention plus dans le but de se venger de l’attaque qui a eu lieu plus tôt que pour aider Seth Rollins,.
La semaine suivante, Dean Ambrose ouvre cet épisode, portant une chaise qu’il nomme "Steely Dan". Il challenge le Miz, Bo Dallas et Curtis Axel, mais aucun d’entre eux ne vient. Il dit qu’il a envie de se battre, de ramener The Miz dans le vrai monde. Mais c’est Seth Rollins qui entre à sa place. Ce dernier lui dit cash qu’il ferait mieux de choisir un match qu’il pourrait gagner tout seul. Rollins n’est pas ravi de l’intervention d’Ambrose la semaine dernière dans le main event, et pense qu’il devrait se trouver un meilleur plan. Ambrose lui demande de quitter le ring, mais Rollins dit qu’il est là pour lui demander quand il affrontera le Miz, se demandant comment agira Ambrose en l’appelant « frère ». Mais Ambrose n’aime pas cette appellation, Seth Rollins n’est pas son frère, ses frères étaient dans le Shield. Ses frères avaient son soutien et ses frères se battaient pour quelque chose. Il dit qu’il n’a aucune idée de qui est Rollins, mais qu’il se rappelle d’un gars qui lui ressemblait mais qui les a trahis. « C’était il y a plus de trois ans », se défend Seth Rollins, s’excusant d’avoir détruit le Shield. Rollins se répète, il est désolé d’avoir mis fin au trio. Il se rappelle alors de leurs rivalités, de leurs matchs et du cash-in d’Ambrose à Money in the Bank. Pour Rollins, tout ça c’est du passé, et demande à Ambrose ce qu’il lui faut pour passer à autre chose. Il finit par lui tourner le dos et lui demander de le taper à coup de chaise pour se venger, mais Ambrose n’en fera rien et jette la chaise en dehors du ring. The Miz entre à son tour avec Dallas et Axel. The Miz se moque d’Ambrose qui n’a toujours pas réussi à le battre par lui-même. Pendant ce temps, Curtis Axel et Bo Dallas s’avancent vers le ring et sortent des chaises de dessous celui-ci, tout comme The Miz, qui finit par attaquer Ambrose avec. Ambrose et Rollins ne seront malheureusement pas assez pour se défendre face au trio. The Miz, Curtis Axel, Bo Dallas et Maryse sont ensuite aperçu en train de quitter rapidement l’arène, alors que Charly Caruso tente de les interviewer, sans succès.
Le 24 juillet, Dean Ambrose et Seth Rollins ont battu The Miz, Curtis Axel et Bo Dallas dans un Handicap match. Ambrose a permis la victoire de son équipe avec un Dirty Deeds sur le Miz.
Le 31 juillet, en coulisse, Dean Ambrose est au micro de Renee Young. Renee demande si le Shield est de retour avec Ambrose et Rollins. Rollins débarque. Ambrose déclare qu’il ne fait toujours pas confiance en Rollins, il s’est fait avoir une fois, cela peut arriver une deuxième fois. Après cette interview, Rollins croise Sheamus et Cesaro pour un match par équipe. Les champions par équipe se moque de la solitude de Rollins. Forcément, cela énerve Seth Rollins qui défie les champions, Sheamus décide d’affronter Rollins. Plus tard dans la soirée, Seth Rollins vainc Sheamus par roll up après s’être débarrassé de Cesaro qui était prêt à intervenir. Après le match, Cesaro et Sheamus s’attaquent à Rollins. Dean Ambrose vient à la rescousse de son ancien coéquipier. Malheureusement, les deux anciens membres du Shield sont passés à tabac.
La semaine suivante, Seth Rollins affronte Sheamus. L’Irlandais remporte le match grâce à une distraction de Cesaro venu perturber Seth Rollins qui s’élançait de la troisième corde sur Sheamus. Seth Rollins s’est retourné vers Cesaro mais Sheamus en a profité pour prendre Seth Rollins par surprise avec un roll up. Après le match, Rollins veut se venger sur Cesaro mais à deux contre un, il ne fait pas le poids et les champions par équipe le passent à tabac. Aucune trace de Dean Ambrose. Rollins le croise en coulisse, furieux de ne pas l’avoir vu venir l’aider. Ambrose lui avait bien dit de ne pas affronter Sheamus ce soir, mais il l’a fait quand même. Plus tard ce soir, Ambrose affrontera Cesaro et il ira seul. Plus tard, Dean Ambrose affronte Cesaro. Il remporte le match avec un schoolboy cradle après une vingtaine de minutes mais comme pour l’autre match, les deux champions par équipe attaquent Dean Ambrose, sauf que cette fois Seth Rollins vient à l’aide de Dean Ambrose. Une fois le ring débarrassé de Sheamus et Cesaro, Ambrose et Rollins se font face. Dean Ambrose lui tend alors son point comme à l’époque du Shield, mais étonnamment Seth Rollins refuse et s’en va furieux,.
Le 14 août, Dean Ambrose entre dans l'arène après un récapitulatif en vidéo des dernières semaines. Un Dean Ambrose furieux qui appelle Seth Rollins à venir sur le ring pour lui demander ce qui lui a pris la semaine dernière quand celui-ci a refusé le poing de Dean Ambrose. Seth Rollins lui répond que c’est de sa faute, qu’Ambrose a dit qu’il ne pouvait pas faire confiance à Seth Rollins mais que Rollins peut voir dans ses yeux qu’il ment. Rollins dit que s’ils se réunissaient, il pourrait diriger Raw à deux. Seth Rollins explique qu’il en a marre de jouer et tend son poing mais cette fois c’est Ambrose qui refuse. Dean Ambrose pense que Rollins blague et qu’il ne l’aura pas une nouvelle fois après l’avoir laissé bêtement attendre la même chose la semaine dernière. Il ajoute qu’il failli y croire, mais il a eu tort de faire confiance à Seth Rollins. Celui-ci lui répond qu’il ne peut pas lui en vouloir parce qu’il ne se fait parfois pas confiance lui-même. « Peut-être était-ce une idée idiote, mais peut-être que cela n’en était pas une », ajoute-t-il en continuant de rappeler qu’à l’époque où ils faisaient équipe, ils étaient imbattables. Rollins pense que beaucoup trop de choses se sont passées depuis et que c’était plus la peine de jouer. Seth Rollins allait partir, mais Dean Ambrose le retient et tend son poing que Rollins refuse. Les deux catcheurs finissent par se battre, mais Sheamus et Cesaro interviennent pour attaquer les deux anciens coéquipiers du Shield. La bagarre se déroule en dehors du ring et ces derniers sont projetés contre la barrière de sécurité. De retour sur le ring, Ambrose et Rollins reprennent le dessus à coup de la corde à linge sous les « Yes » du public. Ambrose et Rollins, finalement, joignent leurs poing. Le général manager Kurt Angle arrive pour annoncer que Cesaro et Sheamus défendront les championnats par équipe contre Seth Rollins et Dean Ambrose.

### Baron Corbin contre John Cena

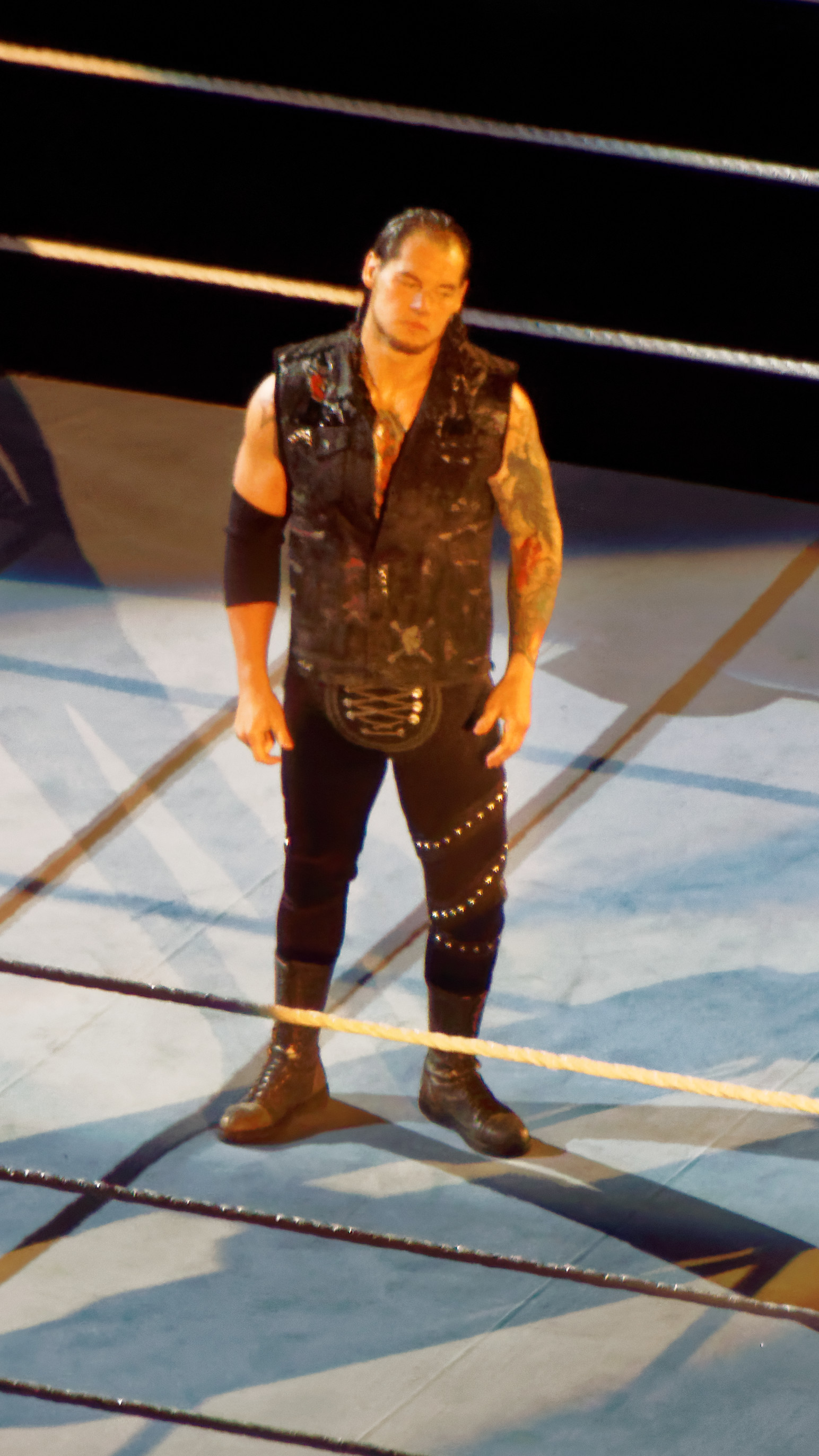
Baron Corbin affronte John Cena dans un match simple.

Le 25 juillet à SmackDown, deux jours après la victoire, à Battleground, de John Cena face à Rusev dans un Flag match, John Cena fait face Jinder Mahal et demande un match face à ce dernier pour le championnat de la WWE. Baron Corbin, de son côté, perd face à Shinsuke Nakamura. Cena n'obtient pas son match face à Mahal puisque Daniel Bryan a décidé d'organiser un match entre Cena et Nakamura pour déterminer le prétendant no 1 au championnat de la WWE la semaine suivante,.
Comme prévu, la semaine suivante, John Cena affronte Shinsuke Nakamura pour déterminer l'adversaire de Jinder Mahal à SummerSlam. C'est Nakamura qui l'emporte avec un Kinshasa. Cena a levé le bras de Nakamura en signe de respect après le match, le félicitant pour le gain de sa place de prétendant no 1 au championnat de la WWE à SummerSlam. Après la fin de la diffusion de SmackDown sur USA Network, Baron Corbin a attaqué Nakamura dans le dos. Cena est revenu dans le ring pour venir en aide auprès du Japonais. Cena a fait passer Corbin à travers la table des commentateurs avec un Attitude Adjustment puis a serré la main de Nakamura une nouvelle fois,.
Le 8 août, John Cena qui ouvre cet épisode de SmackDown en disant que peu importe si les gens sont supporters ou détracteurs, il va les divertir. Il parle du match de la semaine dernière dans lequel il a été battu par Shinsuke Nakamura pour la place de prétendant no 1 au championnat de la WWE de Jinder Mahal. Il dit qu’il n’avait pas compris jusqu’à la semaine dernière pourquoi les gens chantaient Nakamura. Il admet totalement avoir perdu, pas de finish mal fait, « pas de Montreal Screwjob » dit-il en souriant. Il respecte Shinsuke Nakamura et le fait qu’il lui a serré la main après le match. Baron Corbin coupe la parole à John Cena et fait son entrée pour dire que s’il y avait quelqu’un à respecter ce soir, c’est lui, parce qu’il est Mr. MITB. John Cena lui répond qu’il est un « skinny fat overrated dumpster fire », littéralement une grosse poubelle en feu surcotée. Mais Baron Corbin s'en moque, il a la mallette et il fait ce qu’il veut, quand il veut. Daniel Bryan intervient pour annoncer à Baron Corbin qu’il affrontera John Cena à SummerSlam.
Le 15 août, dans le main event, John Cena affronte Jinder Mahal. Le match se termine en no contest à la suite de l'attaque de Baron Corbin sur Cena. Corbin décide donc d'utiliser sa mallette sur Jinder Mahal pour permettre de remporter le championnat de la WWE mais John Cena le distrait et Mahal en profite pour faire le roll up sur Corbin et remporter le match. Mahal reste donc champion et Corbin perd sa mallette.

### Randy Orton contre Rusev

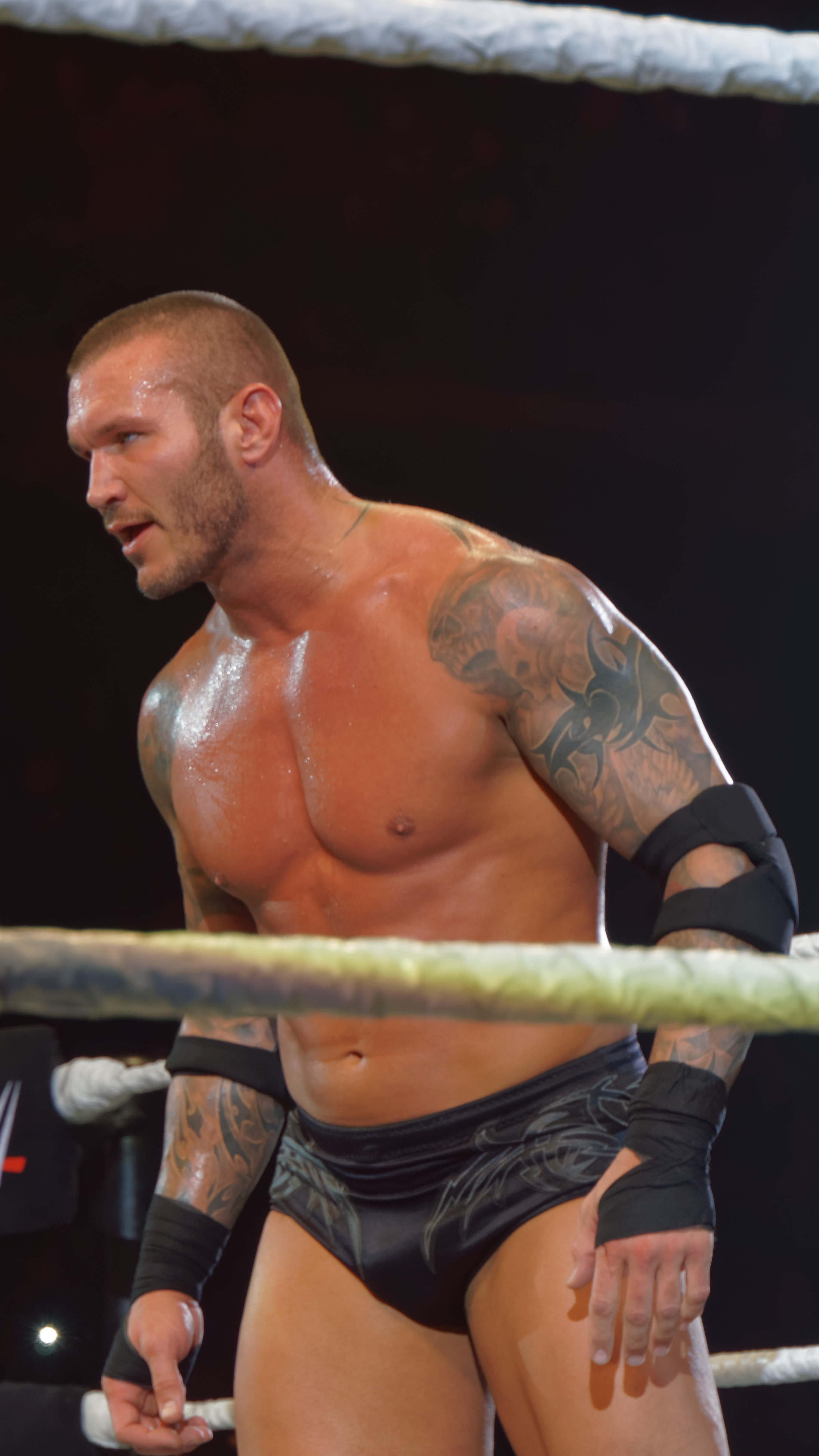
Randy Orton affronte le Bulgare Rusev.

Après plusieurs défaites successives face à Jinder Mahal, Randy Orton se retrouve dans une situation délicate et sans adversaire pour SummerSlam. À SmackDown, le 1er août, Rusev bat Chad Gable par soumission grâce à son Accolade. Rusev s’est emparé du microphone après le match et a déclare ne pas avoir d’adversaire pour SummerSlam car toutes les Superstars de SmackDown a peur de lui. Orton a répondu qu’il n’était pas effrayé par Rusev et qu’il l’affronterait à SummerSlam. C’est alors que Rusev a tenté d’attaquer Orton mais ce dernier lui a fait un RKO.
La semaine suivante, Randy Orton est en interview avec Renee Young. Il dit que Rusev était au mauvais endroit au mauvais moment. Plus tard dans la soirée, Orton obtient sa revanche sur Jinder Mahal en le battant pour la première fois. Randy Orton pose sur la rampe pour terminer le show, mais Rusev apparait derrière et l’attaque dans le dos.
Une semaine avant SummerSlam, Rusev affronte une nouvelle fois Chad Gable. Le match ne connait pas vraiment de vainqueur car Rusev va projeter Gable hors du ring, le mettre sur la table des commentateurs et lui porter une Accolade. Rusev prend ensuite un micro, monte sur le ring et prononce à peine le nom de Randy Orton que ce dernier apparaît pour lui porter un RKO.

### Bray Wyatt contre Finn Bálor

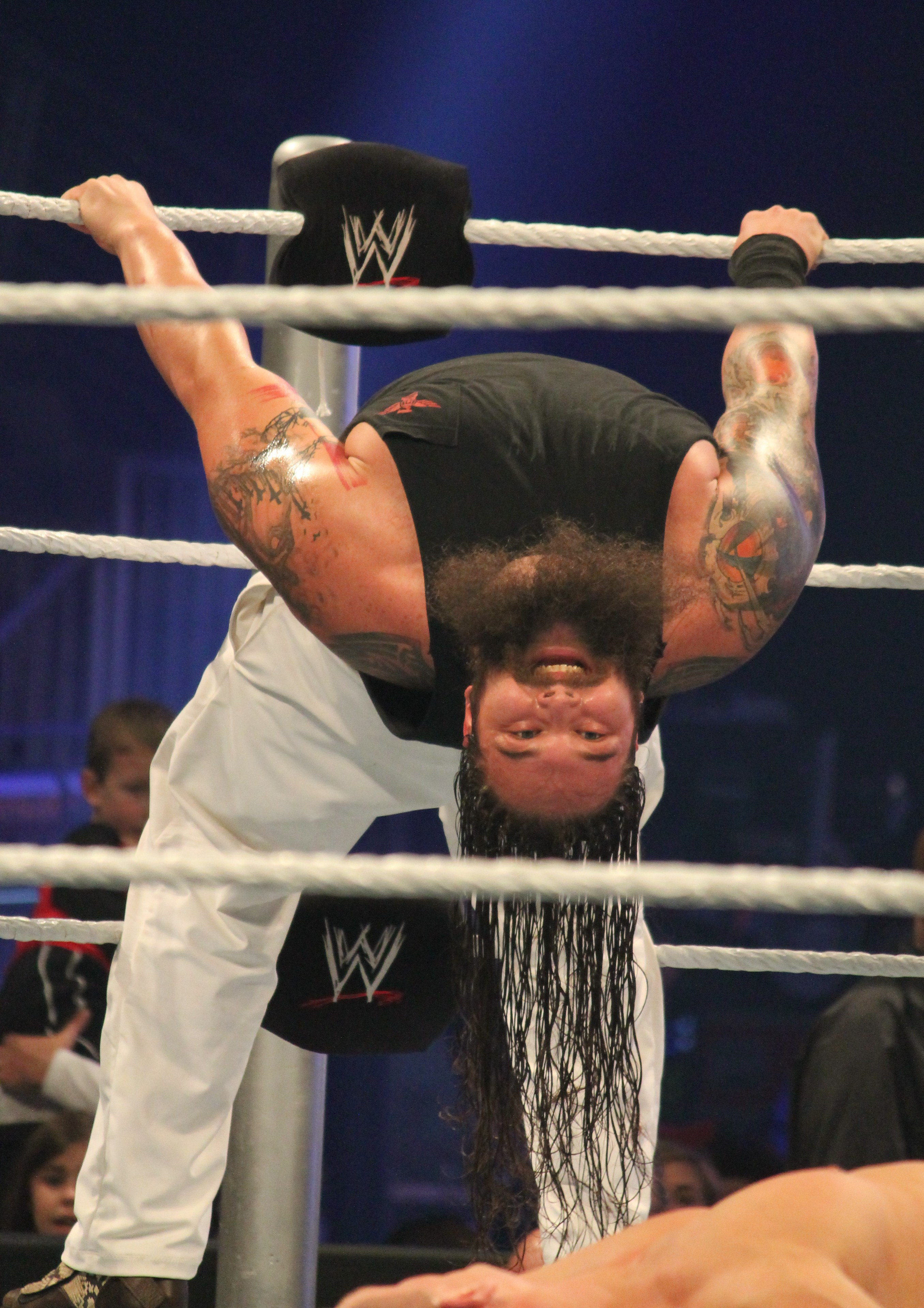
Bray Wyatt affronte Finn Bálor.

À Great Balls of Fire, Bray Wyatt bat Seth Rollins dans un match simple. Le lendemain à Raw, Finn Bálor affronte Elias Samson. Finn Bálor remporte le match avec son Coup de Grâce. Bray Wyatt, quant à lui, ré-affronte Seth Rollins et le bat une seconde fois.
La semaine suivante, Samson est sur le ring, tente de chanter une chanson et Bálor entre pour l’interrompre. Finn Bálor est en bonne voix pour gagner le match mais Elias Samson le surprend avec un coup de guitare en pleine tête qui réussit même à le blesser. Une cicatrice d’une dizaine de centimètres et un risque de commotion. Après le match, Finn Bálor est de nouveau sur ses pieds mais Bray Wyatt apparaît et parle de douleurs et de sentiments humains.
Le 24 juillet, Wyatt attaque Bálor dans son match face à Elias Samson. Il fait gagner Samson en portant un Sister Abigail sur Finn Bàlor. La semaine suivante, Bray Wyatt vient proclamer qu'il n’y a aucun espoir pour chacun d’entre nous et en particulier Finn Bálor. Les gens pensent pouvoir vivre à travers Finn Bálor mais ils sont infectés de la maladie de l’espoir, avec la croyance que notre vie est spéciale. Quand la vie vous frappe, quand Bray Wyatt vous frappe, vous ne vous relevez pas. Pas de retour, pas d’échappatoire. C’est à ce moment que la lumière s’éteint et que Finn Bálor apparaît au milieu du ring lorsque la lumière est de retour. Bálor porte son Pelé Kick qui envoie Wyatt à l’extérieur puis exécute un Dropkick qui envoie Wyatt dans la barrière de sécurité.
Le 7 août, Finn Bálor entre pour parler de Bray Wyatt, de la semaine dernière et du fait que l’ancien leader de la Wyatt Family préfère faire en sorte que les gens aient peur de lui plutôt que de remporter des matchs. Finn Bálor explique qu’il a appris à frapper la peur en plein visage, et dit à Bray Wyatt qu’il ferait mieux de ne pas se louper la prochaine fois qu’il compte venir. Finn Bálor termine en disant que peu importe ce que Bray Wyatt a voulu commencer, il va le terminer. Bray Watt fait alors son apparition sur le ring, Bálor l’attend assis sur un des poteaux du ring et l’attaque en lui sautant dessus et lui porte un Sling Blade. Bray Wyatt disparaît alors à nouveau pour apparaître dans l’écran. Wyatt dit qu’il comprend pourquoi tout le monde aime Finn Bálor, parce que quand Bálor vole, et les fans aussi. Mais quand il va frapper Bálor, tout le monde va tomber.
Enfin, le 14 août, Finn Bálor et Bray Wyatt se battent dans les couloirs. Kurt Angle leur implore d’attendre SummerSlam pour en découdre, mais comme les deux n’arrêtent pas de se battre, il leur annonce qu’ils s’affronteront ce soir dans cet épisode. Plus tard durant le match, après un Dropkick sur Wyatt, Finn Bálor allait porter son Coup de Grâce, mais il n’en fut rien, Bray Wyatt le contre et lui porte son Sister Abigail pour remporter le match. Bray Wyatt porte ensuite un second Sister Abigail et prend le micro pour demander à tout le monde de suivre les buses, « Follow the buzzards ». Il disparaît, puis réapparaît avec un seau. Seau qui contenait du sang, qu’il verse sur la tête de Bálor avant de chanter « He’s got the whole world in his hands ». Finn Bálor demandera un peu plus tard un match revanche contre Bray Wyatt, pour SummerSlam.

### Big Cass contre Big Show

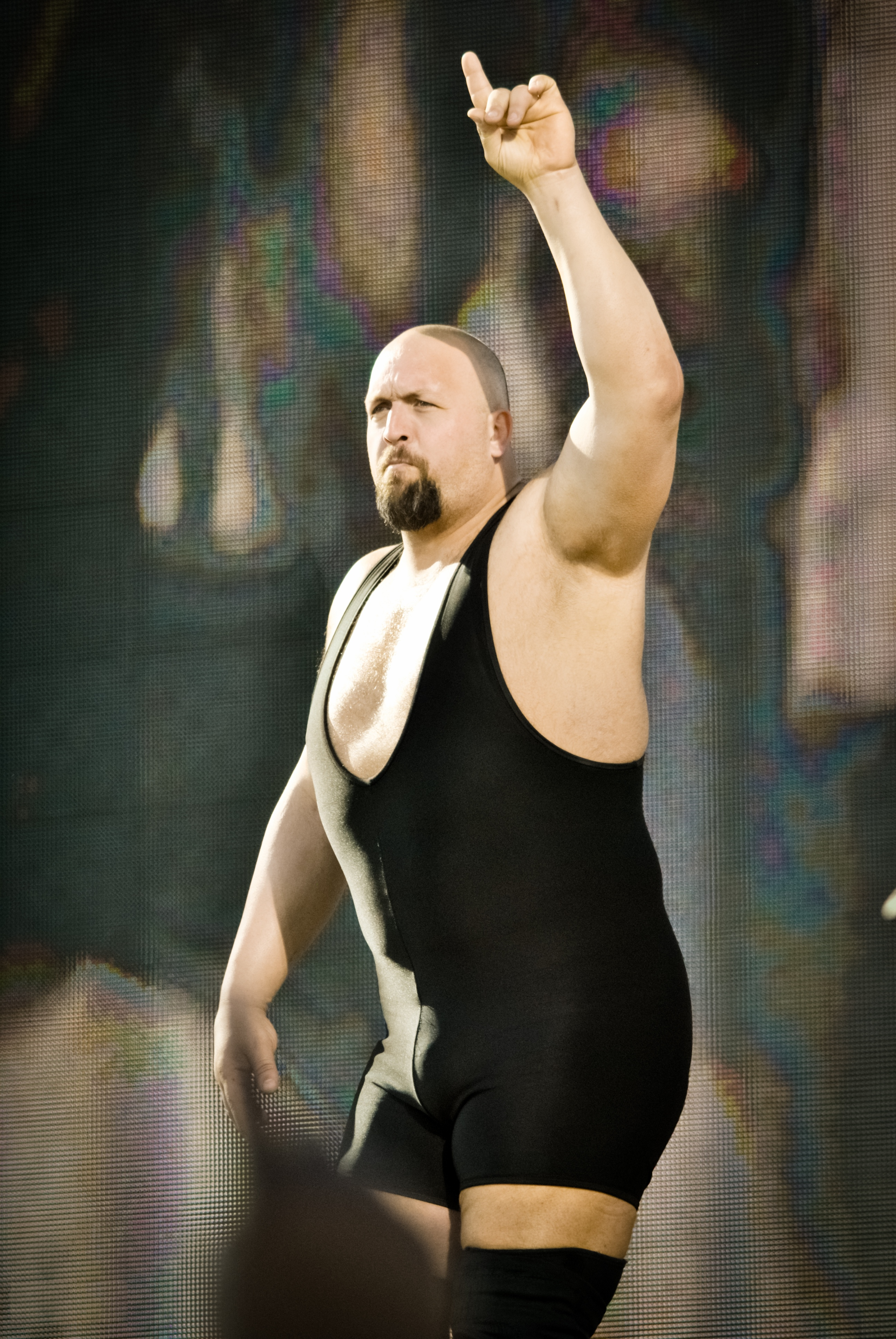
Big Show affronte Big Cass. Enzo Amore est suspendu au-dessus du ring dans une cage à requin.

Durant plusieurs semaines, Enzo Amore est retrouvé inconscient dans les coulisses, de même pour Big Cass. Le 19 juin à Raw, le général manager Kurt Angle arrive pour tirer au clair l’affaire Enzo et Big Cass. Il fait d’abord entrer les victimes Enzo et Cass, puis les suspect qui sont les Revival (Dash Wilder et Scott Dawson) et le Big Show. Big Show se défend en disant que Kurt Angle lui manque de respect alors qu’ils se connaissent trop bien pour qu’il l’accuse de ça. Big Show s’en va énervé, disant qu’il n’a plus rien à faire dans son show s’il pense que c’est réellement lui. Les Revival de leur côté déclarent avoir un bon alibi et Kurt Angle les croit. Les esprits s’échauffent entre Angle et Enzo & Cass et Corey Graves choisit d’intervenir, disant qu’il sait ce qui s’est passé et possède des images pour prouver ses dires. Les images montrent que Big Cass a tout monté lui-même, qu’il a fait semblant d’être attaqué et qu’il a attaqué Enzo. Big Cass finit par tout avouer, disant qu’il n’en pouvait plus de faire équipe avec Enzo et que cela lui a fait du bien de l’attaquer dans le dos. Big Cass accuse ensuite Enzo de le freiner dans son ascension à la WWE, il se dit être une future star, contrairement à lui. Big Cass termine en attaquant son désormais ex-partenaire et repart sous les huées du public.
Les semaines suivantes, les deux catcheurs se confrontent et s'attaquent mutuellement et s'affrontent notamment à Great Balls of Fire dans un match remporté par Big Cass. Le 10 juillet, Big Cass arrive sur le ring et nous dit qu’il va bien, même qu’il ne peut aller mieux après ce qu’il a fait la veille à Enzo Amore. Il se vante donc de ce qu’il a fait à son ancien partenaire lors de Great Balls of Fire et semble toujours frustré du fait que le public préfère Amore que lui. Il en veut au public qui doute de lui, et affirme qu’il sera un jour champion Universal. Et quand ça arrivera, il portera la ceinture bien haut pour prouver à tous qu’il le pouvait et qu’il deviendra une grande star dans tous les médias. Personne n’est à son niveau affirme-t-il. « Personne n’est plus grand que Big Cass ». Le Big Show arrive, Big Cass lance quelques mots au Big Show jusqu’à ce que ce dernier lui envoie un coup de tête qui l’envoie à terre. Les deux catcheurs se battent et Big Cass finit par quitter le ring.
La semaine suivante, Enzo Amore est de nouveau là pour dire tout le mal qu’il pense de son ancien partenaire Big Cass. Ce dernier entre et se dirige rapidement sur le ring pour l’attaquer, mais Enzo Amore quitte le ring et saute dans le public, lui annonçant qu’il va le regarder se faire battre.
Le Big Show entre alors mais Big Cass résiste cette fois aux assauts du géant allant jusqu’à le blesser au visage. Enzo Amore décide alors de monter sur le ring mais se prend un Big foot pour tomber KO sur le ring.
Le 24 juillet, Big Cass a affronté et battu Enzo Amore avec un Big foot. Le Big Show est ensuite venu en aide à Enzo Amore, et le 31 juillet, Renee Young interviewe Big Cass qui répond que sa grand-mère lui a appris qu’on est jugé sur nos fréquentations. Big Cass dit qu’il va démolir Big Show dans le ring. Durant le match, Big Show perd par disqualification contre Big Cass à cause d’une intervention Enzo Amore. Après le match, Big Cass porte un Big foot à Enzo mais se fait surprendre par un coup de poing de Big Show.
Le 7 août, Big Show et Enzo Amore affrontent Karl Anderson et Luke Gallows dans un match où le Club l'emporte. Show a été distrait par Big Cass qui est intervenu dans le match, permettant à Gallows de porter un Big foot sur le Big Show qui ne s’en relèvera pas. La semaine suivante, Big Cass rejoint le ring alors que la cage dans laquelle sera enfermé et suspendu au-dessus du ring Enzo Amore lors du match entre Big Cass et Big Show est déjà en place. Big Cass dit que la raison qui fait qu’Enzo est devenu ami avec le Big Show, c’est parce qu’il a toujours besoin de quelqu’un derrière lui car il passe son temps à énerver tout le monde en coulisse. Quant au Big Show, s’il accepte l’amitié d’Enzo Amore, c’est simplement pour rester intéressant. Il ajoute que personne ne comprend ce qu’Enzo Amore dit la moitié du temps. Enzo Amore arrive pour se défendre un petit peu, suivi après quelques moquerie sur Big Cass de la part d’Enzo par le Big Show qui vient pour attaquer Big Cass. Enzo Amore tente de s'incruster dans la bagarre mais se fait assommer aussitôt. Soudain, Karl Anderson et Luke Gallows s’incrustent et attaque le Big Show qui tente tant bien que mal de se défendre. Mais il finit par se faire blesser à la main par les deux coéquipiers du Club qui la coincent dans la porte de la cage. Il souffre d'une main cassée.

## Tableau des matchs
| Ordre par numéros | Résultat | Stipulation(s) | Temps |
| --- | --- | --- | ----- |
| 1P | The Miz et The Miztourage (Bo Dallas et Curtis Axel) (avec Maryse) battent Jason Jordan et The Hardy Boyz (Matt et Jeff) | 6-Man Tag Team match                                                                                                   | 11:20 |
| 2P | Neville bat Akira Tozawa (c) (avec Titus O'Neil)                                                                         | Match simple pour le WWE Cruiserweight Championship                                                                    | 11:45 |
| 3P | The Usos (Jimmy et Jey) battent The New Day (Big E et Xavier Woods) (c) (avec Kofi Kingston)                             | Tag Team match pour les WWE SmackDown Tag Team Championship                                                            | 19:20 |
| 4 | John Cena bat Baron Corbin,                                                                                              | Match simple | 10:15 |
| 5 | Natalya bat Naomi (c) par soumission                                                                                     | Match simple pour le WWE SmackDown Women's Championship                                                                | 11:10 |
| 6 | Big Cass bat Big Show | Match simple Enzo Amore est suspendu au-dessus du ring dans une cage à requins pendant le match.                       | 10:30 |
| 7 | Randy Orton bat Rusev | Match simple | 0:10  |
| 8 | Sasha Banks bat Alexa Bliss (c)                                                                                          | Match simple pour le WWE Raw Women's Championship                                                                      | 13:10 |
| 9 | The Demon King Finn Bálor bat Bray Wyatt                                                                                 | Match simple | 10:40 |
| 10 | The Shield (Dean Ambrose et Seth Rollins) bat The Bar (Cesaro et Sheamus) (c)                                            | Tag Team match pour les WWE Raw Tag Team Championship                                                                  | 18:35 |
| 11 | AJ Styles (c) bat Kevin Owens                                                                                            | Match simple pour le WWE United States Championship Shane McMahon est l'arbitre spécial du match.                      | 17:20 |
| 12 | Jinder Mahal (c) (avec The Singh Brothers) bat Shinsuke Nakamura                                                         | Match simple pour le WWE Championship                                                                                  | 11:25 |
| 13 | Brock Lesnar (c) (avec Paul Heyman) bat Roman Reigns, Braun Strowman et Samoa Joe                                        | Fatal 4-Way match pour le WWE Universal Championship Si Brock Lesnar perd, Paul Heyman et lui quitteront la compagnie. | 20:45 |
| La lettre C placée entre parenthèses désigne la personne ou l’équipe championne en titre. P – indique que le match a eu lieu lors du pré-show | | |       |

## Conséquences

### Raw

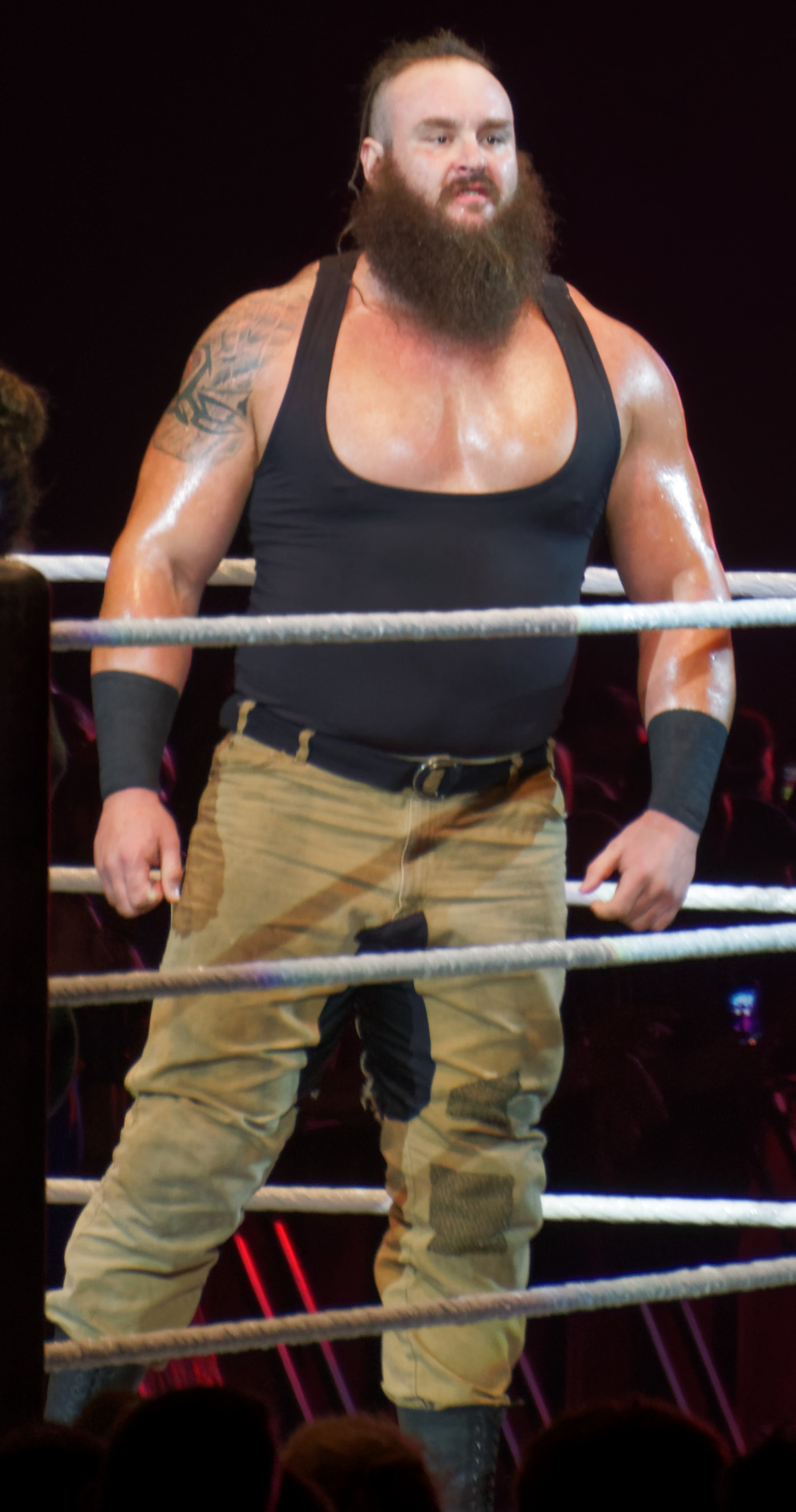
Braun Strowman affrontera Brock Lesnar pour le champion Universel à No Mercy.

La nuit suivante à Raw, Paul Heyman revient sur le match d’hier soir et raconte que pour la première fois de sa vie, Brock Lesnar a été évacué en civière d’un de ses matchs, en pointant du doigt principalement Braun Strowman comme responsable. Malgré tout cela, il réussit à conserver son titre. Braun Strowman fait son entrée pour se confronter au champion Universel. Pendant plusieurs secondes, les deux hommes se font face et en viennent rapidement aux mains.
Les nouveaux champions par équipe de Raw, Dean Ambrose et Seth Rollins viennent pour célébrer leur victoire. Ils disent qu’ils savent que Sheamus et Cesaro réclameront un match revanche bientôt, alors ils leur proposent de venir tout de suite mais au lieu d'eux, ce sont les Hardy Boyz qui entrent. Ils entrent sous les champs « Delete ». Matt et Jeff Hardy sont en fait là pour féliciter les nouveaux champions, ajoutant qu’ils savent que parfois des frères se disputent, mais quand ils s’allient c’est une belle chose. Matt Hardy défie les champions pour un match, Seth Rollins accepte. Beaucoup de respect entre les deux équipes. Les champions par équipe remporteront le match grâce à un coup de genou de Seth Rollins et un Dirty Deeds de Dean Ambrose sur Jeff Hardy.
Le général manager Kurt Angle annonçait plus tôt dans la soirée, l’arrivée d’une « Superstar célébrée » ce soir. C’est John Cena qui fait valoir sa clause de « free agent« . Il est là pour une « certaine Superstar », dit-il lui-même. Il s’agit de Roman Reigns, qui fait son entrée. John Cena explique qu’il n’était pas venu pour parler et retire son t-shirt pour une petite confrontation physique. Mais The Miz interrompt les deux catcheurs qui étaient prêts à se battre. Celui-ci commence à plaidoyer sa cause devant les deux grandes stars qui ont trop d’exposition alors que lui demande le respect et la place qu’il demande depuis douze ans. Le Miz s’attaque au public qui, selon lui, ne sait pas ce qu’il veut. Il continue sur sa lancée en demandant quand il aura le droit à son moment. John Cena lui répond que s’il veut son moment, il peut l’avoir ce soir. Il lui suffit de choisir un membre du MizTourage pour un match par équipe dans lequel John Cena s’associera à son nouveau partenaire, Roman Reigns. Samoa Joe décide à son tour d’entrer. Il en veut visiblement à John Cena et explique que si quelqu’un doit être le partenaire de The Miz, ce sera lui, que Miz soit d’accord ou non. Il veut s’attaquer aux deux catcheurs parce qu’il en a marre d’entendre Roman Reigns dire que Raw est son jardin, et, quand il veut s’adresser à John Cena, il s’attaque à lui. Une bagarre éclate sur le ring. John Cena et Roman Reigns affrontent donc Samoa Joe et The Miz. Cena et Reigns vont avoir un peu de mal à travailler ensemble. Roman Reigns va malencontreusement envoyer un Superman Punch à John Cena alors qu’il visait Samoa Joe. Samoa Joe va attaquer John Cena. Bo Dallas va aussi intervenir dans le match pour porter une corde à linge, mais Reigns va sortir du ring Bo Dallas et Curtis Axel grâce à des Superman Punchs. À la fin du match, The Miz tentera de porter son Skull Crushing Finale mais John Cena va le contrer et lui faire un Attitude Adjustment pour remporter le match.
Sasha Banks aussi est venue pour célébrer sa victoire. Elle en profite pour rendre un petit hommage à Ric Flair, hospitalisé. Elle dira aussi qu’elle a beau être née à Boston, Brooklyn aura toujours une place spéciale dans son cœur, surtout depuis 2015 et le match contre Bayley dans le premier NXT Takeover: Brooklyn. Alexa Bliss arrive ensuite et se moque de Sasha Banks parce qu’elle est incapable de défendre le championnat féminin de Raw. Elle dit qu’elle n’a jamais réussi à la défendre car à chaque fois qu’elle a été championne, elle l’a perdu en la défendant. Sasha Banks lui répond qu’hier, c’est Alexa Bliss qui a abandonné. Sasha Banks ajoute qu’elle sait qu’Alexa Bliss a le droit à un match revanche et la défie de l’utiliser ce soir, mais Alexa Bliss refuse parce que « Raw ne mérite pas de Bliss Chapionship Celebration ». Alexa Bliss préfère annoncer que le match revanche aura lieu la semaine suivante et qu’une fois battue, Sasha Banks sera connue comme la « Legit Loser ».
Enzo Amore et Big Cass s’affrontent dans un Brooklyn Street Fight. Enzo Amore apporte un caddie avec plein d’objets. Mais il n’en sera rien car le match a du être stoppé par les arbitres à la suite d'une blessure de Big Cass et Enzo Amore a été déclaré vainqueur.
Jason Jordan affronte Finn Bálor. Jordan enchaîne avec une nouvelle défaite après un Coup de Grâce de Finn Bálor.

### SmackDown

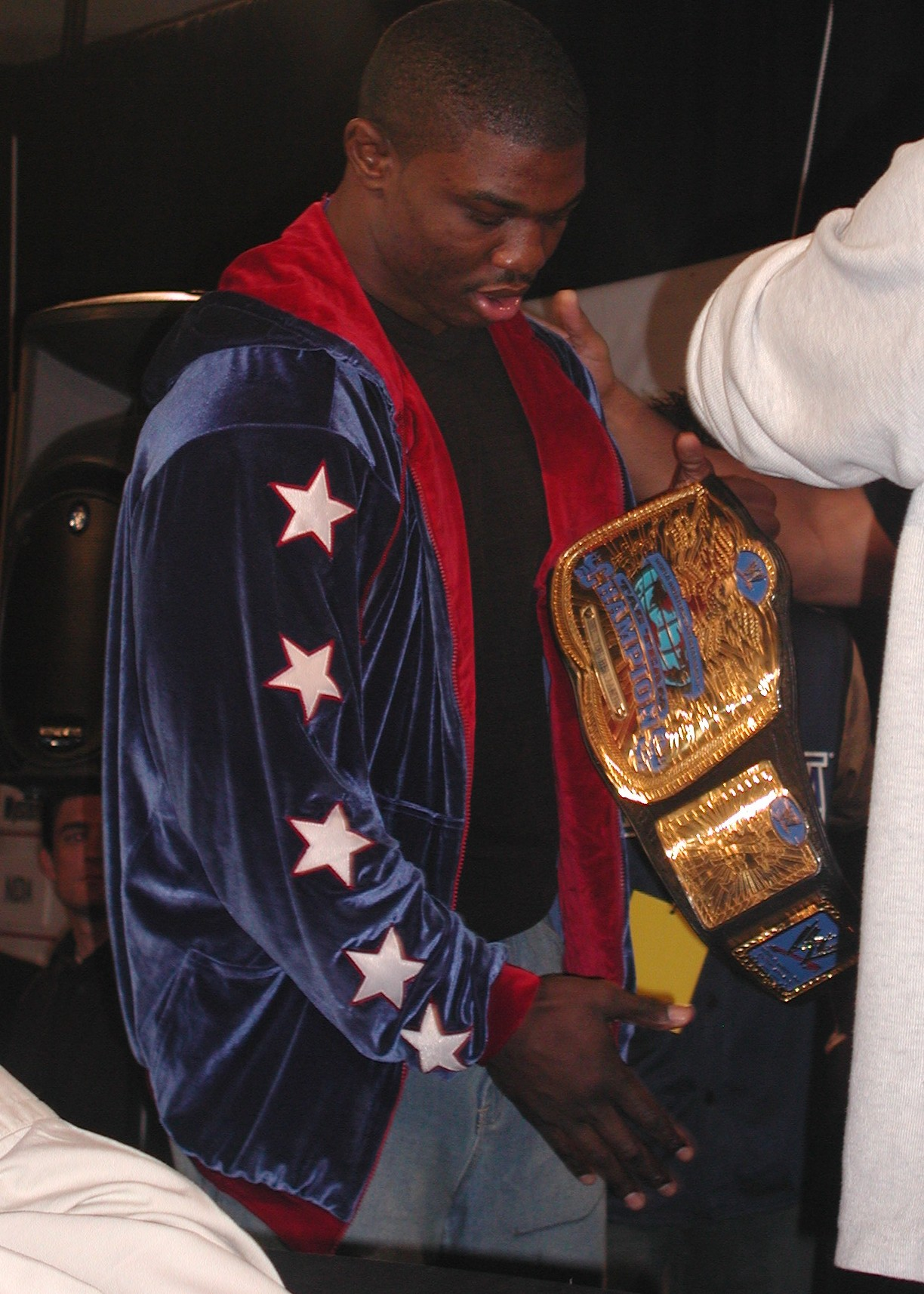
Shelton Benjamin fait son retour à la WWE en tant que nouveau partenaire de Chad Gable.

AJ Styles, qui a conservé son championnat des États-Unis qui ouvre l'épisode de SmackDown. Il propose un nouvel Open Challenge au roster de SmackDown. C’est Kevin Owens qui entre et avant que celui-ci ne puisse dire un mot, AJ Styles lui explique que c’est terminé pour lui et qu’il n’aura plus aucune chance pour le titre. Kevin Owens lui répond qu’il n’a pas perdu dimanche et que l’histoire s’est répétée: « un McMahon a encore trahi un canadien légendaire ». Shane décide d’entrer à son tour pour mettre les choses au clair. Shane McMahon lui dit qu’il n’a fait que ce qu’il avait promis : arbitrer le match de manière totalement impartiale. AJ Styles a gagné de manière juste. Kevin Owens s’en prend alors à Shane sur sa manière d’avoir arbitré le match et montre une vidéo pour discréditer son arbitrage de SummerSlam avant de qualifier AJ Styles de blague en tant que champion. AJ Styles reprend la parole pour lui demander de se taire. Le ton monte entre Owens et Styles et les deux se mettent finalement d’accord sur un nouveau match pour le championnat des États-Unis, match accepté par Shane McMahon. Mais Kevin Owens veut choisir un arbitre, même si Shane McMahon n’était pas d’accord, il finit par accepter sa demande à une condition: ce sera la dernière chance d’Owens pour le titre des États-Unis. Owens trouve son arbitre : il s'agira de Baron Corbin. Durant le match, Corbin ne sera pas un très bon arbitre. Il va briser le Calf Crusher d’AJ Styles en prétextant qu’Owens avait un pied dans les corde alors que ce n’était pas le cas et une bagarre va commencer entre Styles et Corbin. Shane McMahon viendra ensuite pour rappeler Baron Corbin à l’ordre, ce qui va permettre à Kevin Owens de porter un low blow à AJ Styles dans le dos de Corbin. Quand Corbin se retourne, il voit Owens faire un tombé sur AJ Styles et lance donc un compte de trois, mais Shane McMahon ayant vu le low blow retire Corbin du ring. Shane McMahon et Baron Corbin commencent alors à se battre, ce dernier, énervé retire son maillot et le donne à Shane McMahon que le met sous les yeux dépités de Kevin Owens. AJ Styles n’aura plus qu’à porter un Phenomenal Forearm pour remporter le match. AJ Styles remporte le match et conserve donc son championnat des États-Unis, tandis que Kevin Owens n’aura plus le droit à une nouvelle chance.
Aiden English est sur le ring en train de chanter quand la musique de Bobby Roode retentit. Les deux s’affrontent ensuite. Bobby Roode bat Aiden English, difficilement. C’est un Glorious DDT qui va terminer le match.
Daniel Bryan est avec Chad Gable en coulisse. L’ex-moitié des American Alpha explique qu’il cherche un nouveau partenaire pour remplacer Jason Jordan parti à Raw avec son père Kurt Angle. Daniel Bryan lui dit alors qu’il a bien quelqu’un qui pourrait faire équipe avec lui. Cette personne n’est autre que Shelton Benjamin, de retour à la WWE après sept ans d'absence.
Shinsuke Nakamura affronte les Singh Brothers dans un Handicap match. Il catch tous les deux en même temps, pas chacun leurs tour. Ce match est on ne peut plus simple pour Nakamura qui le remporte assez facilement avec un Kinshasa.
Les Usos affrontent les Hype Bros (Zack Ryder et Mojo Rawley). Victoire des champions par équipe. Après le match les Usos prennent le micro pour dire que ce mardi c’est leur anniversaire et qu’ils tiennent la division par équipe entre leurs mains.
Natalya entre pour célébrer sa victoire de dimanche en tant que championne de SmackDown. Elle dit que SummerSlam 2017 sera connu comme le jour où elle a débranché le Glow. Elle se dit être ce à quoi doivent ressembler les championnes et qu’elle va ramener de la dignité à ce titre. Carmella entre à son tour pour la féliciter, tandis qu’Ellsworth se moque d’elle en disant qu’elle a enfin gagné quelque chose. Carmella la prévient, tout en montrant sa mallette de Ms. Money in the Bank, qu’elle est dans son viseur. Les deux catcheuses doivent pourtant faire équipe ce soir et Ellsworth se demande comment Natalya va-t-elle pouvoir lui faire confiance alors qu’elle pourrait casher sa mallette à tout moment. Leurs adversaires sont Naomi et Becky Lynch. Carmella ne semble pas du tout vouloir participer au match et va même se disputer avec Ellsworth. Natalya va vouloir en profiter pour faire le tag pour la faire rentrer, mais celle-ci va prendre un Exploder de Becky Lynch et un Split-legged Moonsault de Naomi qui va offrir la victoire à son équipe.